# 9-NINE/ナイン
『9-NINE/ナイン』は、高田宏太郎主演・香月秀之監督による日本映画。
ビリヤードを通して、自由を求めて生きる若者たちの姿を描いた青春ドラマ。劇場公開日は、2000年11月4日。

## ストーリー
舞台は、東京都の渋谷。 ビリヤードの腕を金で買われ、自由な世界を手に入れたトオルと、 政治家の娘として育ち、何不自由のない生活から飛び出してきたリカは、 渋谷の片隅にある「9-NINE」というプールバーで出会い、恋に落ちる。
そんなある日、かつてのトオルの仲間であったユウジが大怪我を負ったことがきっかけで、 トオルはユウジの莫大な手術代を賭け、賭けビリヤードで稼ごうとするが、 的場という謎の男に勝負を挑まれ、惨敗することになる。
的場の正体が、自分を金で買った千尋が雇った詐欺師であることを知ったトオルは、 再度、的場と勝負を挑み、見事、勝利する。
勝負を終え、リカとの約束の場所へ急ぐトオルであったが、その途中で遭遇した男に刺され、命を落としてしまう。

## 登場人物
| トオル    | 高田宏太郎         |
| 佐藤 リカ | 渡瀬美遊           |
| 千尋      | とよた真帆         |
| カズヤ    | 弓削智久           |
| カオリ    | 押切もえ           |
| ユウジ    | 高岡奏輔           |
| 的場      | 東幹久             |
| タバラ    | ミッキー・カーチス |
| 岩本      | 本田博太郎         |
| 竹田      | 坂上忍             |

## スタッフ
- 監督 - 香月秀之
- 脚本 - 香月秀之、後藤法子
- 製作 - 深谷登
- プロデューサー - 榎本靖、植木康雄、櫻井一葉
- 撮影 - 千葉真一
- ステディカム - 泉浩樹
- 美術 - 畠山和久
- 録音 - 永口靖
- 効果 - シネマサウンドワークス
- 照明 - 高坂俊秀
- 編集 - 菅野善雄
- スタイリスト - 志葉則行、谷口みゆき
- アソシエイト・プロデューサー - 高橋信之、金子貴治

- アシスタントプロデューサー - 鈴木智

- 制作担当 - 杉山隆夫
- 監督補 - 永田智春
- スクリプター - 増田実子
- スチール - 山本千里
- 製作・配給 - ベンチャーフィルム
- 制作会社 - フレッシュハーツ
- 制作協力 - ジャパン・アート、ホットスタッフ

## 主題歌
高田宏太郎「ラッパ我リヤ」